# Jüdischer Friedhof (Louny)
Koordinaten: 50° 21′ 10,3″ N, 13° 48′ 15″ O

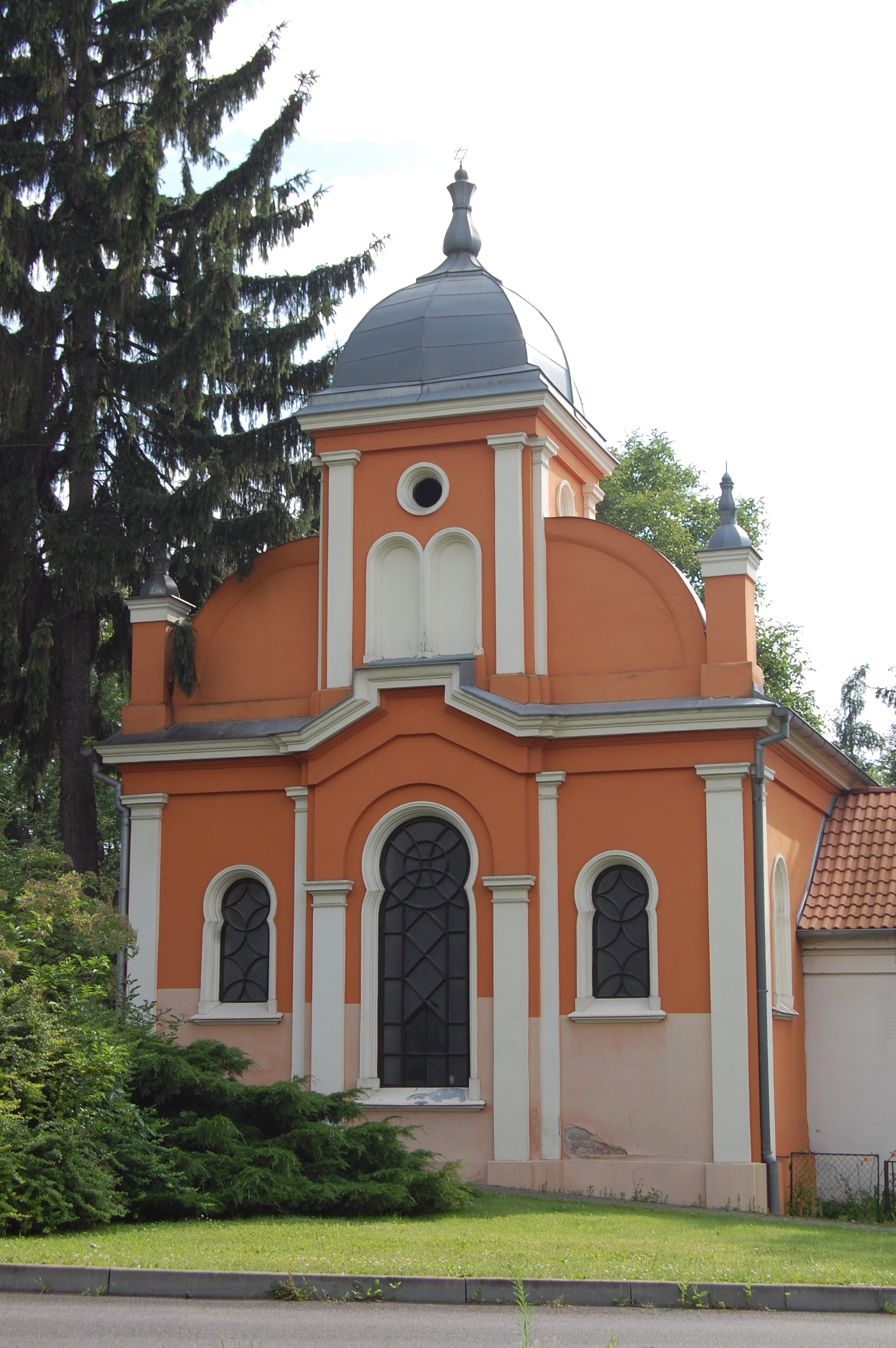
Trauerhalle

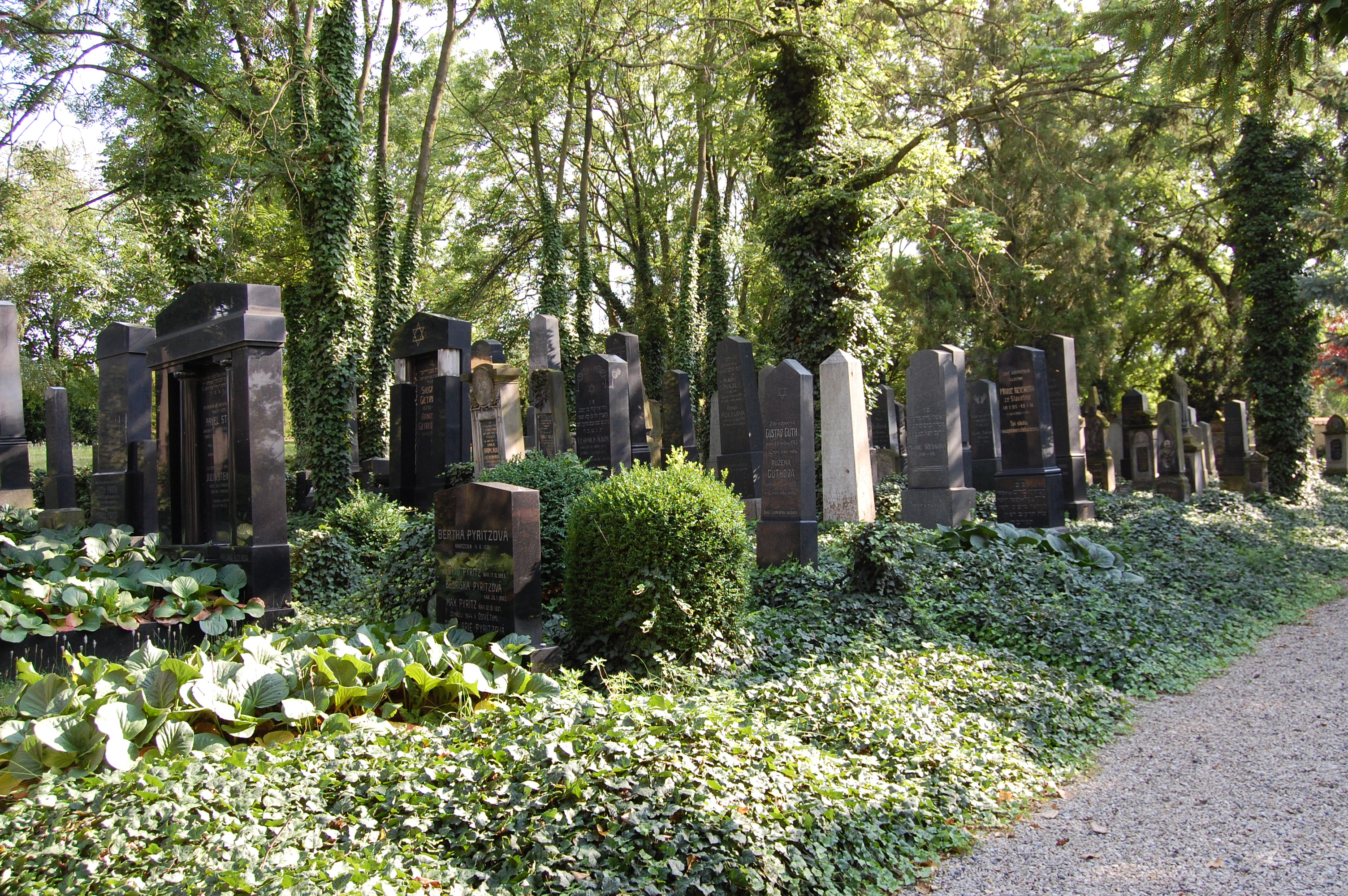
Ansicht des Friedhofs

Der Jüdische Friedhof in Louny (deutsch Laun), der Bezirksstadt des Okres Louny im Ústecký kraj in Tschechien, wurde um 1875 angelegt. Der jüdische Friedhof, der sich außerhalb des Ortes befindet, ist ein geschütztes Kulturdenkmal.
Der 1712 m² große Friedhof ersetzte zwei ältere jüdische Friedhöfe, die später eingeebnet wurden.
Die Trauerhalle wurde in den letzten Jahren umfassend renoviert.